# Stimming (Psychologie)
Stimming (als Abkürzung für self-stimulatory behavior, deutsch „selbststimulierendes Verhalten“) bezeichnet in der Psychologie die Wiederholung von physischen Bewegungen, Geräuschen oder Lauten, aber auch vom Riechen, Fühlen oder visuellen Reizen. Diese Verhaltensweise zeigen alle Menschen, besonders ausgeprägt ist sie bei autistischen Menschen. Stimming kann ebenfalls bei einer Störung der Sinnesverarbeitung auftreten.

## Ursachen
Es handelt sich vermutlich um eine schützende Reaktion auf Überstimulation mit dem Ziel, sich selbst zu beruhigen. Dabei versuchen Betroffene, weniger vorhersehbare Umweltreize zu blockieren, oder nutzen Stimming, um Angstzustände und andere negative oder erhöhte Emotionen zu lindern.
Da Stimming zur Selbstregulation verwendet wird und meist automatisch passiert, kann es schwer unterdrückt werden. Stimming kann durch eine Stressreduktion aufgrund äußerer Reize reduziert werden. Das bewusste oder unbewusste Unterdrücken von Stimming mit dem Ziel, als neurotypisch wahrgenommen zu werden, wird als Masking bezeichnet und ist in der Regel mit großen Anstrengungen verbunden.
Stimming kann auch unter selbstverletzendes Verhalten fallen, zum Beispiel beim Schlagen des Kopfes oder Beißen in die Hand.

## Beispiele
Übliche Beispiele für Stimming sind das Flattern mit den Händen oder Armen, Daumenlutschen, Klatschen, Fingerschnippen, Schaukeln mit dem Oberkörper, übermäßiges oder hartes Blinzeln, Schlagen des Kopfes, Bewegen von kleinen Gegenständen und das Wiederholen von Geräuschen oder ganzen Wörtern (siehe auch Echolalie).

## Stimming-Tools

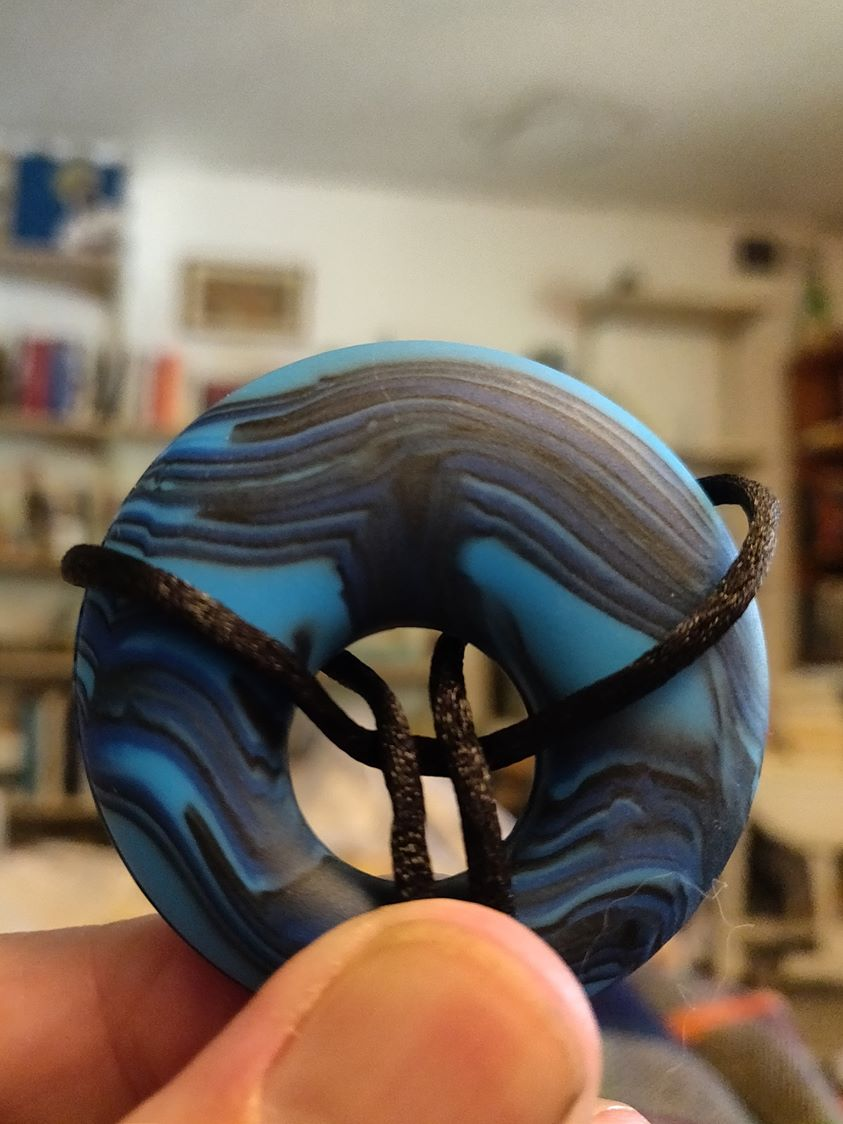
Hartgummiring als Stimming-Tool zum Beißen

Wenn Gegenstände für Stimming genutzt werden, kann es zu Gesundheitsrisiken (durch scharfkantige Gegenstände oder Verschlucken von Bruchstücken) oder zur Beschädigung von Sachen kommen. Verschiedene Gegenstände werden zum sicheren Stimming angeboten. Dazu gehören zum Beispiel Beißspielzeuge aus Hartgummi oder Fidget Cubes mit Klick- oder Drehteilen zum Stimming mit den Händen. Einige dieser Gegenstände, wie Stressbälle oder Fidget Spinner, sind auch bei neurotypischen Nutzern beliebt.

## Abgrenzung zu Tics
Ein Tic ist ein kurzes und unwillkürliches Muskelzucken, das regelmäßig oder unregelmäßig wiederkehrend ist, teilweise auch komplexe Bewegungen. Tics sind zweckfreie spontane Bewegungen (oder auch Handlungen) oder Geräusche (oder Worte, Sätze, Monologe), die sehr kurz, schnell und „einfach“, aber durchaus auch sehr komplexer Natur sein können und die der Betroffene gegen seinen eigenen Willen ausführen „muss“. Tics sind ein wesentliches Merkmal des Tourette-Syndroms und anderer Tic-Störungen und können für Dritte kaum von Stimming zu unterscheiden sein.